# Millajaure
Millajaure är en sjö i Gällivare kommun i Lappland och ingår i Råneälvens huvudavrinningsområde. Sjön har en area på 0,0607 kvadratkilometer och ligger 240,9 meter över havet. Millajaure ligger i Råneälven Natura 2000-område.

## Delavrinningsområde
Millajaure ingår i det delavrinningsområde (738086-176638) som SMHI kallar för Nedlagd mätstation. Medelhöjden är 261 meter över havet och ytan är 8,08 kvadratkilometer. Räknas de 16 avrinningsområdena uppströms in blir den ackumulerade arean 375,39 kvadratkilometer. Rörån (Livasälven) som avvattnar avrinningsområdet har biflödesordning 2, vilket innebär att vattnet flödar genom totalt 2 vattendrag innan det når havet efter 94 kilometer. Avrinningsområdet består mestadels av skog (87 procent). Avrinningsområdet har 0,06 kvadratkilometer vattenytor vilket ger det en sjöprocent på 0,8 procent.